# 大疆御系列
大疆御系列（英語：DJI Mavic），是中國大陸無人機製造商大疆创新公司的可折叠四轴消费级航拍无人机系列。
最早发布的为2016年9月推出的御Pro；2018年1月，大疆推出了御Air；2018年8月，大疆推出御2系列无人机成为御Pro的续作；同月，御Pro宣告停产。

## 概述
2016年9月27日，大疆发布御 Pro，该型号是大疆旗下第一款可以折叠的无人机，推出时的定位在精灵3与精灵4之间。与差不多同期的GoPro Karma无人机方案构成竞争关系。2017年9月1日，大疆推出了稍微改进續航時間及降低噪音的铂金版，同年11月16日推出加价500元的初雪白款式。
2018年1月23日，大疆创新推出御 Air，大疆称其“是‘御’品牌系列旗下一条全新的产品线”，采用四轴可折叠设计且外形轻巧。2018年8月23日，御2系列发布，包括御 Pro 2与御 2 Zoom两款机型。2020年4月28日，御 Air2发布。

## 型号

### 御 Pro

#### 便携性
御 Pro可以折叠，使得其可以保持一个较小的收纳体积 (83mm x 83mm x 198mm)。收纳状态下，其垫脚与桨叶收束在机身侧面。

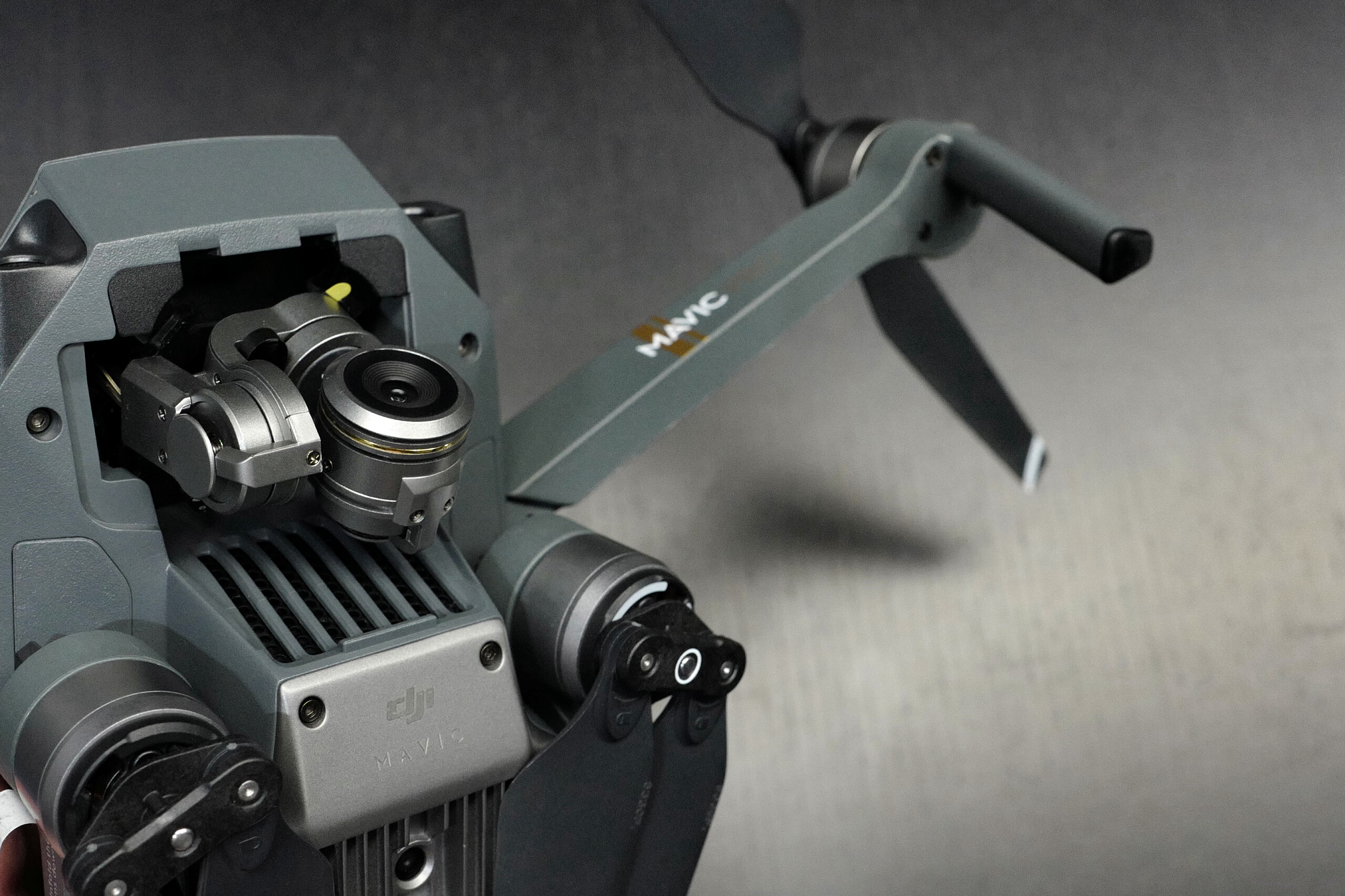
大疆御 Pro 相机部分

#### 相机与云台
御 Pro上配置的相机规格和同年稍早发布的Phantom 4基本相同，但镜头视角略小，等效约28mm（精灵4约为20mm）。该相机模组可以自动对焦，支持俯仰-90～30度（云台不可左右旋转，可通过机身姿态完成），并且可以实现对应光轴的90度旋转以进行竖向拍摄；在进行全景拍摄时候，配合30度仰角，可以拍摄到更多天空部分。照片存储支持jpeg或DNG格式。
该相机模块具有一千两百万像素（12MP），支持以4k@30fps进行无声视频拍摄，或是在1080p下实现最高96fps的拍摄，视频码率最高为60Mbps，与精灵4相同

#### 速度与距离
御 Pro可以在运动模式下达到65km/h的水平飞行速度，最大续航里程13km（以14m/s的经济速度飞行）。

#### 障碍规避
御 Pro配置了前方与下方视觉系统，可以探测0.7~30m范围，其中15m以内为精确测距范围（具有丰富纹理的表面，且光照条件充足）。

#### 续航时间
御 Pro的标称最大飞行时间，为无风环境的27分钟，悬停时长24分钟

#### 手势控制
御 Pro也是大疆首次加入了手势控制的产品。用户可以面对无人机相机，做出特定手势，以触发无人机进行特定功能，例如拍照。

#### 精准悬停
相比之前，如精灵4上展示的光流（Optical Flow）技术，大疆宣称御 Pro具有前视与下视结合的立体视觉系统可以更有效地进行精确悬停。光流方案假定地面为平面进行工作，而立体视觉可以在有纹理且光照充足的环境下工作，例如开放式阳台的穿越过程，表现会更好。

#### 控制器

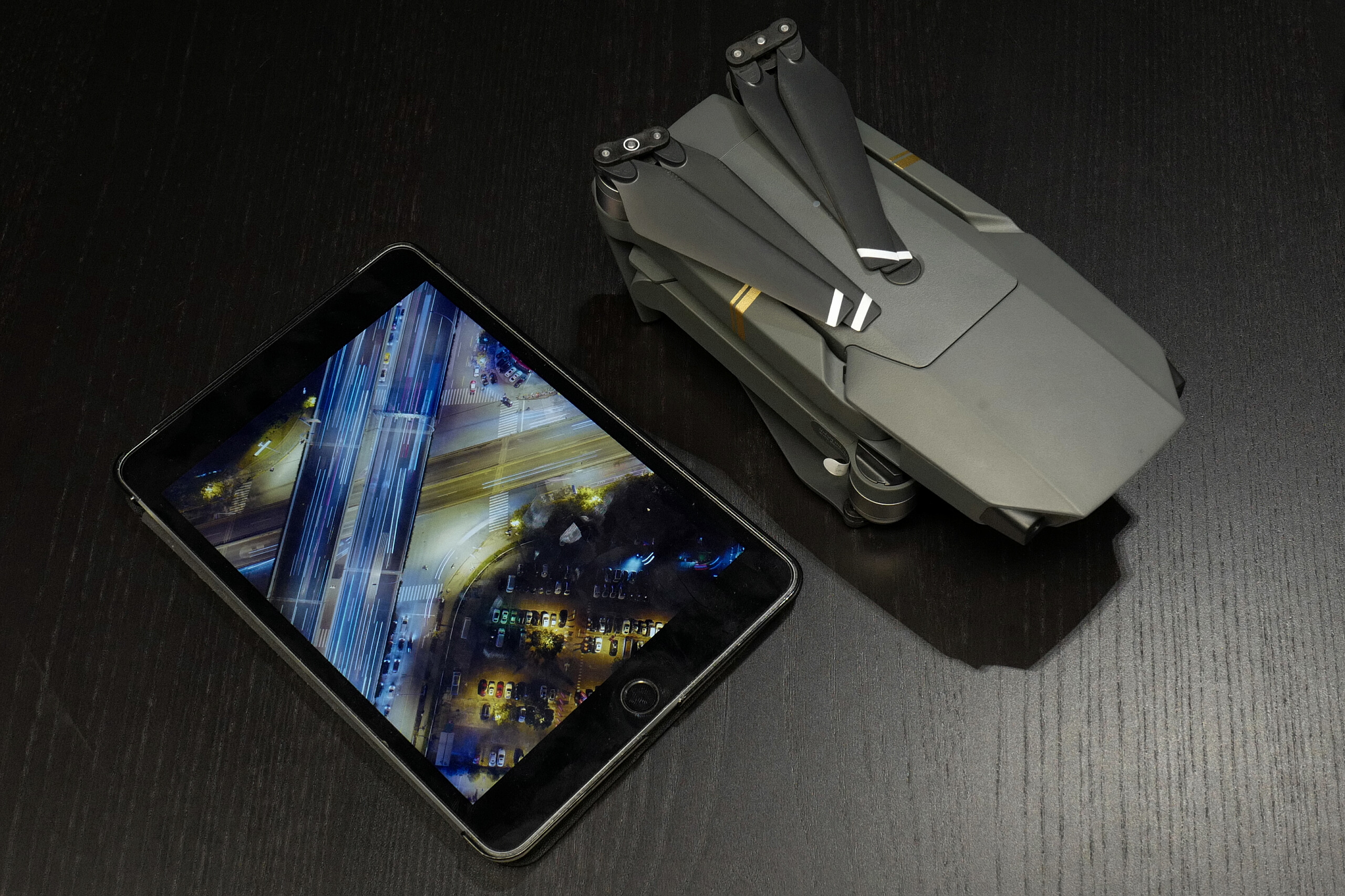
折叠状态的御 Pro与iPad mini4的对比

相比其他型号，御 Pro配置的遥控器更加紧凑小巧。它包括了可以用于夹持智能设备的折叠式把手，以及一个基本飞行数据的显示器。官方推荐夹持厚度6.5mm-8.5mm、长度160mm以下，具有MicroUSB、USB Type-C或Lightning接口的Android或iOS的智能设备。
使用专用的遥控器即可使用大疆自行研发的，被称作OcuSync的图传系统。该系统支持在FCC标准下，最远7km的控制距离与1080p规格视频的实时图传分辨率。图传延时约160ms-170ms。

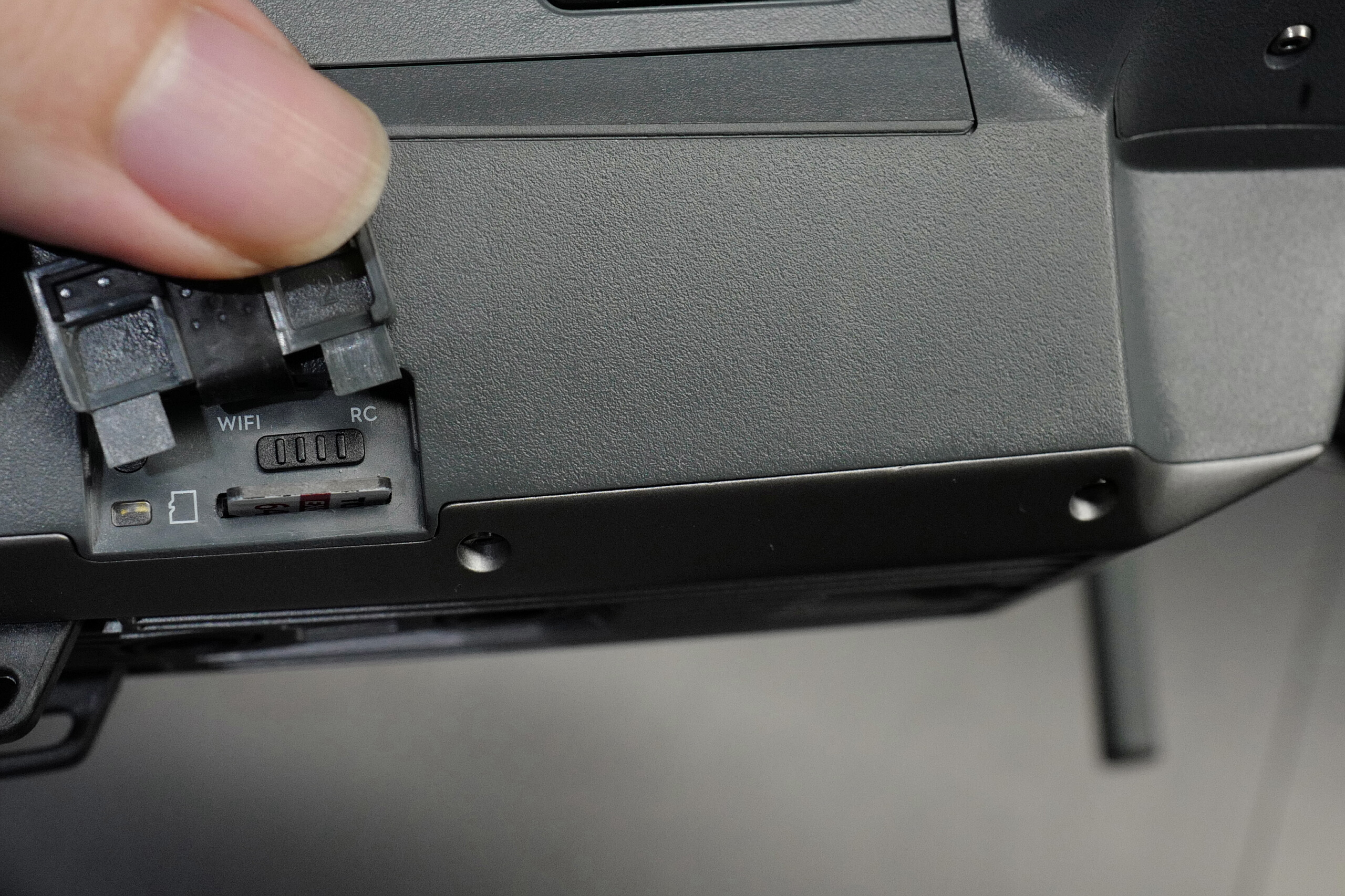
大疆 御 Pro TF卡槽与遥控开关

位于机身一侧的tf插槽，上方有遥控模式切换开关，允许用户选择以智能设备运行DJI GO（后期升级为DJI GO 4）直接对Mavic Pro进行操作。以WiFi模式工作的遥控与图像传输范围相比遥控器要低。

#### 御 Pro Platinum 铂金版
2017年 IFA 展，大疆推出了铂金版 御 Pro带来的改动包括续航时间从27分提升到30分钟，噪音降低4分贝，主要得益于新螺旋桨的使用；新桨叶同样适用于原版御 Pro。

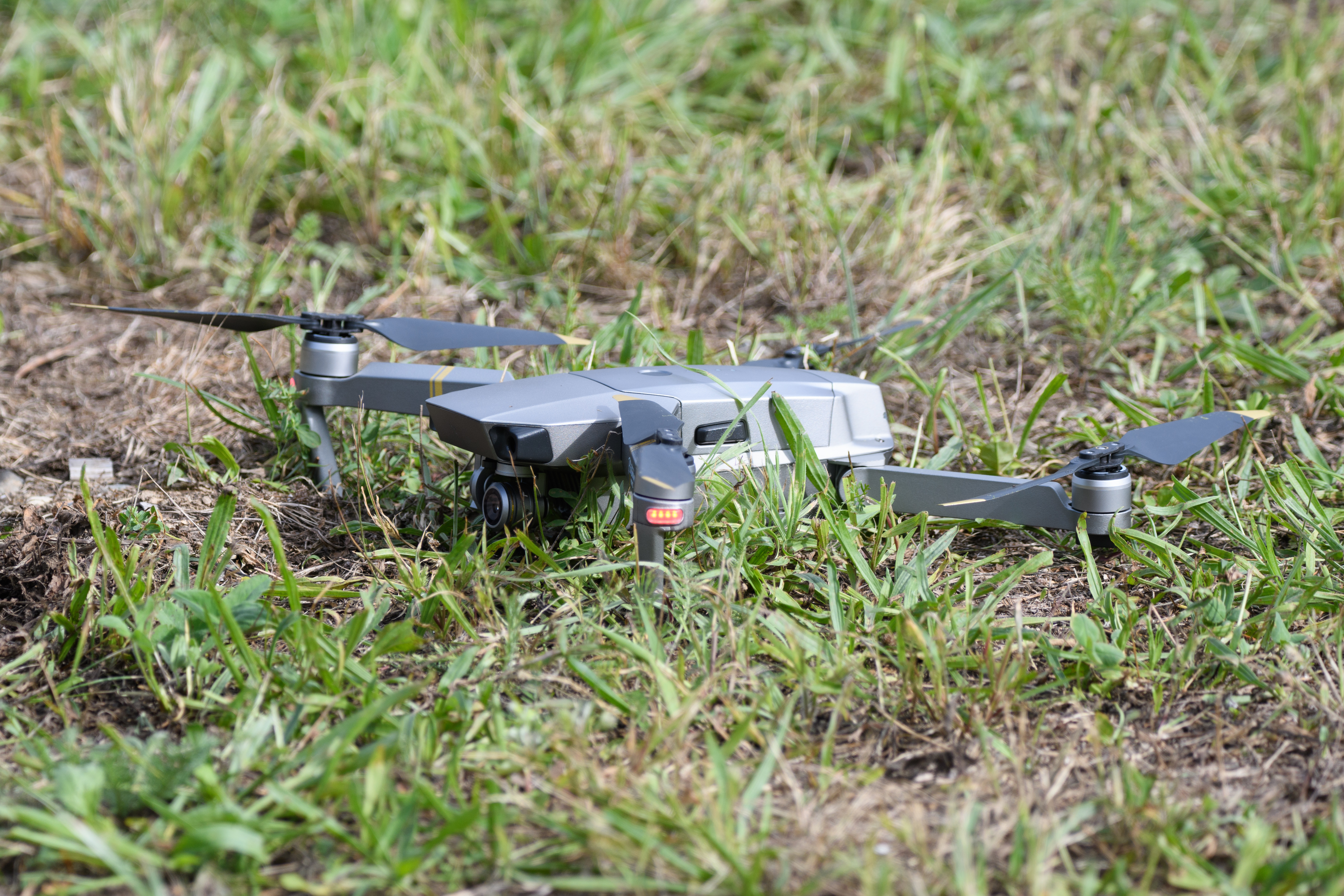
Mavic Pro Platinum

## 延伸阅读
[在维基数据编辑]